# Saint-Loubert
 Saint-Loubert  là một xã thuộc tỉnh Gironde trong vùng Aquitaine tây nam nước Pháp. Xã này nằm ở khu vực có độ cao trung bình 41 mét trên mực nước biển.